# Herman van Sonsbeeck

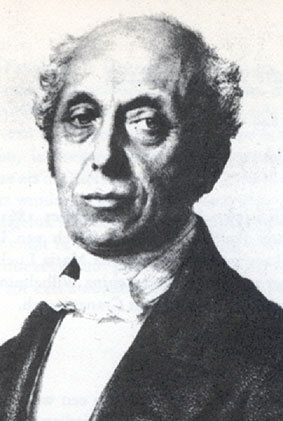
Herman van Sonsbeeck

Herman van Sonsbeeck (* 24. Juli 1796 in Zwolle, Batavische Republik, heute: Provinz Overijssel; † 29. November 1869 in Heino, Provinz Overijssel) war ein niederländischer liberaler Jurist und Politiker, der unter anderem zwischen 1849 und 1852 im Kabinett Thorbecke I Außenminister und Minister für Angelegenheiten der Katholischen Kirche war. 1851 musste er sich mit den päpstlichen Plänen zur Wiederherstellung der bischöflichen Hierarchie in den Niederlanden auseinandersetzen, wobei er sich selbst gewünscht hätte, dass die niederländische Regierung hierfür die Initiative ergriffen hätte. Er verfügte über keine diplomatische Erfahrung und musste aufgrund des Widerstands in der Zweiten Kammer der Generalstaaten zurücktreten.

## Leben
Herman van Sonsbeeck stammte aus einer wohlhabenden Grundbesitzerfamilie aus der Provinz Overijssel und war der Sohn eines Holzhändlers. Er absolvierte ein Studium der Rechtswissenschaften an der Reichsuniversität Groningen und schloss am 6. Juni 1817 seine Promotion zum Doktor der Rechte seine Dissertation „Ad locum Codicis civilis de communionie inter coniuges“, in der er sich mit den Regelungen des Bürgerlichen Gesetzbuches zur Gemeinschaft zwischen Ehegatten befasste. Im Anschluss war er als Rechtsanwalt und später als Richter in Zwolle tätig und vertrat zwischen dem 1. Juli 1834 und Dezember 1838 Zwolle als Mitglied in den Provinciale Staten, dem Parlament der Provinz Overijssel. Nachdem er vom 1. Januar 1839 bis zum 1. Juni 1842 Richter am Provinzgericht in Zwolle war, wurde er durch Königlichen Erlass vom 21. April 1849 zum Mitglied des Staatsrates (Raad van State), ein Verfassungsorgan zur Beratung der Regierung, ernannt und gehörte diesem vom 4. Juli 1842 bis 1. November 1849 an. Er wurde am 25. Juli 1848 Vorsitzender der Staatskommission zur Revision der Gesetze und Verordnungen betreffend die ärztlichen Vorschriften und die Ausübung der verschiedenen Zweige der Medizin und ab April 1849 Mitglied der Kommission zur Errichtung einer Statue für König Wilhelm II. in der Den Haag. Bei den allgemeinen Wahlen 1848 unterlag er im Wahlkreis „Enschede“ dem parteilosen gemäßigt Liberalen Carel Marius Storm van ’s Gravesande, der allerdings für den Wahlkreis „Overijssel“ Mitglied der Zweiten Kammer der Generalstaaten wurde. Bei der dadurch notwendigen Nachwahl im Wahlkreis „Enschede“ verlor er anschließend gegen Maximiliaan Jacob de Man.
Am 1. November 1849 wurde van Sonsbeeck Außenminister (Minister van Buitenlandse Zaken ad interim) im Kabinett Thorbecke I und bekleidete dieses Amt bis zum 16. Oktober 1852, woraufhin Jacob van Zuylen van Nijevelt seine Nachfolge antrat. Während seiner Amtszeit gelang es, eine Lösung bezüglich der Schulden gegenüber dem Russischen Kaiserreich zu finden. Der Vertrag vom 19. Mai 1815 sah vor, dass die Niederlande die Zinsen für 25 Millionen Gulden russischer Schulden zahlen würden, solange sie mit Belgien verbunden seien. Nun war es zu einer Differenz hinsichtlich der im Zeitraum 1830 bis 1839 zu zahlenden Zinsen gekommen. Van Sonsbeeck schloss am 30. August 1850 einen Vertrag mit Russland, der die Zahlung der im Jahr 1831 fälligen Zinsen vorsah. Am 1. April 1851 legte er einen Gesetzentwurf vor, der den Staatshaushalt um diesen Betrag erhöhen sollte. Dieses Gesetz wurde im September 1852 nach heftigem Widerstand verabschiedet. Er war wie König Wilhelm III. weniger geneigt, die Preußen zu schonen als seine Ministerkollegen und trug 1850 zur Entsendung eines niederländischen Gesandten zur Vollversammlung des Deutschen Bundes bei. Dies entsprach den Wünschen Österreichs, der Zentralmacht im Deutschen Bund, und widersprach dem Wunsch Preußens. Als Preußen Unmut zeigte, wurde der luxemburgisch-limburgische Delegierte Jonkheer von Scherf aus der Bundesversammlung abberufen. Es bestand daher keine Chance, Limburg aus dem Deutschen Bund herauszulösen. Ebenfalls weigerte er sich wie der König, in einem Verteidigungsbündnis mit Belgien zusammenzuarbeiten, als dieses Land 1851 durch das Frankreich Napoleons III. bedroht zu sein schien. Ein von ihm 1850 vorgelegter Gesetzesentwurf zur Genehmigung eines Vertrags mit Frankreich wurde am 4. August 1852 einstimmig abgelehnt, da es nach Angaben der Zweiten Kammer für die Niederlande im Gegenzug keinen Vorteil gab. Aufgrund des starken parlamentarischen Widerstands, auf den seine Vorschläge gestoßen waren, forderte er seinen Rücktritt, der ihm ehrenhaft gewährt wurde. Er tat dies, nachdem die Erste Kammer der Generalstaaten am 17. September 1852 den von ihm verteidigten Gesetzentwurf zur Erhöhung des Haushalts aufgrund des überfälligen Anteils der Niederlande an der russischen Staatsverschuldung angenommen hatte.
Daneben fungierte van Sonsbeeck vom 1. November 1849 bis zu seiner Ablösung durch Justizminister Martin Pascal Hubert Strens am 16. Oktober 1852 auch als Minister für Angelegenheiten der Katholischen Kirche (Minister voor de Zaken der Rooms-Katholieke Eredienst). 1851 musste er sich mit den päpstlichen Plänen zur Wiederherstellung der bischöflichen Hierarchie in den Niederlanden auseinandersetzen, wobei er sich selbst gewünscht hätte, dass die niederländische Regierung hierfür die Initiative ergriffen hätte. Nach seinem Ausscheiden aus der Regierung war er vom 16. Februar 1864 bis 29. November 1865 Staatsrat im außerordentlichen Dienst beim Staatsrat (Raad van State), ein Verfassungsorgan zur Beratung der Regierung. Für seine langjährigen Verdienste wurde er Ritter des Ordens vom Niederländischen Löwen.
Einer seiner Söhne, B. J. J. van Sonsbeeck war Mitglied der Gedeputeerde Staten, der Regierung der Provinz Overijssel, während einer seiner Töchter mit einem Sohn des liberalen Politikers Dominicus Blankenheym (1797–1872) verheiratet, der unter anderem zwischen 1850 und 1851 Vorsitzender der Ersten Kammer war. Sein Enkel Willem van Sonsbeeck (1877–1969) war unter anderem zwischen 1919 und 1936 Bürgermeister von Breda sowie von 1936 bis 1941 und erneut von 1944 bis 1947 Kommissar der Königin der Provinz Limburg.

## Veröffentlichungen
- Ad locum codicis civilis de communione inter conjuges, Dissertation, Reichsuniversität Groningen 1817
- Proeve over de zelfstandigheid en onafhankelijkheid der regterlijke magt, („Essay über die Autonomie und Unabhängigkeit der richterlichen Gewalt“), 1829
- Aanmerkingen omtrent de kadastrale operatien en het reclameren daartegen, („Kommentare zu den Katastervorgängen und Beschwerden dagegen“), 1833
- Bijdrage ter regeling van het beheer der dijk- en polderbesturenen van de conflicten van attributie, („Beitrag zur Regelung der Verwaltung der Deich- und Polderbehörden bei Zuschreibungskonflikten“), 1841
- Verdere bijdrage ter regeling van de conflicten van attributie, („Weiterer Beitrag zur Lösung der Zuschreibungskonflikte“), 1842
- Beschouwingen over het koninklijk recht van placet, of zijn er dan geen middelen zich te verstaan?, („Überlegungen zum königlichen Gesetz des Placet, oder gibt es keine Möglichkeit, sich selbst zu verstehen?“), 1848